# Grégory Panaccione
Grégory Panaccione, né le 10 septembre 1968 à Antony, est un animateur, illustrateur, coloriste et auteur de bande dessinée français.

## Biographie
En 2014, il dessine la bande dessinée Un océan d'amour, sur un scénario de Wilfrid Lupano. L'album est récompensé du Prix de la BD Fnac 2015, et du Prix du festival Du vent dans les BD  2016, catégorie adultes.
La série Chronosquad qu'il dessine, sur un scénario de Giorgio Albertini, débute en 2016.
En 2021, il est lauréat d Prix Landerneau BD pour Quelqu’un à qui parler d'après le roman de Cyril Massarotto.
En 2023, il publie La Petite Lumière d'après le roman éponyme d'Antonio Moresco. Pour la critique de Télérama  : « Dessinateur de l’émotion, expert en tendresse, sanglots et chaleur humaine, Grégory Panaccione s’aventure ici dans le registre du fantastique. [...]  Sa maîtrise des scènes nocturnes, de l’obscur, de formes qui se découpent sur un outre-noir [...], est remarquable ».

## Publications
- Toby mon ami, collection Shampooing, Delcourt, 2010
- Âme perdue, collection Shampooing, Delcourt, 2013
- Match, collection Shampooing, Delcourt, 2014
- Un océan d'amour, scénario de Wilfrid Lupano, collection Mirages, Delcourt, 2014  - Prix de la BD Fnac 2015[2]
- Qui ne dit mot, scénario de Stéphane de Groodt, Delcourt, 2015
- Chronosquad, scénario de Giorgio Albertini
  1. Lune de miel à l'âge du bronze, Delcourt, 2016
  2. Destination révolution, dernier appel, Delcourt, 2017
  3. Poulet et cervelle de paon à la romaine, Delcourt, 2017
  4. Concerto en la mineur pour timbales et grosses têtes, Delcourt, 2017
  5. Vie éternelle mode d'emploi, Delcourt, 2019
  6. Chapeaux melons et hordes de Huns, Delcourt, 2022
- Un été sans maman, Delcourt, collection « Shampooing », 2019
- L'Armée du crâne, Donjon, scénario de Joann Sfar et Lewis Trondheim, Delcourt, 2020
- L'Inquisiteur mégalomane, Donjon, scénario de Joann Sfar et Lewis Trondheim, Delcourt, 2021
- Quelqu'un à qui parler, adaptation du roman éponyme de Cyril Massarotto, Le Lombard, 2021 - Prix Landerneau BD 2021[4]
- La Petite Lumière[5], d'après le roman éponyme d'Antonio Moresco, Delcourt, coll. « Mirages » 2023  (ISBN 9782413075929)
- L’Homme en noir, Giovanni Di gregorio (Scénario), Grégory Panaccione (Dessins), Delcourt Mirages 22 Mai 2024[6],[7]

## Filmographie
- Totally Spies!
- Corto Maltese
- Allô la Terre, ici les Martin

## Prix et distinctions
- Sélection officielle du Festival d'Angoulême 2015[8] pour Un océan d'amour, scénario de Wilfrid Lupano
- Prix de la BD Fnac 2015[2] pour Un océan d'amour, scénario de Wilfrid Lupano
- Prix du festival Du vent dans les BD  2016, catégorie adultes avec Wilfrid Lupano pour Un océan d'amour[3].
- Sélection officielle du Festival d'Angoulême 2017[9]  pour Chronosquad, tome 1 : Lune de miel à l'âge du bronze, scénario de Giorgio Albertini
- Sélection Prix des lycéens, Festival d'Angoulême 2017[10] pour Qui ne dit mot, avec Stéphane De Groodt
- Prix Landerneau BD 2021 pour Quelqu’un à qui parler d'après le roman de Cyril Massarotto[4]